# كاستل فرنتانو
كاستل فرنتانو (بالإيطالية: Castel Frentano)‏ هي بلدية في مقاطعة كييتي في إقليم أبروتسو الإيطالي.

## السكان
في سنة 1861 بلغ عدد السكان 4٬763 نسمة، وتطور العدد ليصل في سنة 2011 لـ 4٬311 نسمة.
يظهر هذا المخطط البياني تطور النمو السكاني لـ كاستل فرنتانو